# ليه سورمان
ليه سورمان (بالإنجليزية: Les Surman)‏ هو لاعب كرة قدم بريطاني في مركز حراسة المرمى، ولد في 23 نوفمبر 1947 في ويستستون في المملكة المتحدة، وتوفي بنفس المكان في 5 ديسمبر 1978. لعب مع تشارلتون أثلتيك وكامبريدج يونايتد ونادي روذرهام يونايتد.